# Шувойка
Шувойка (Шувоя) — река в Московской области России, правый приток реки Гуслицы, впадающей в Нерскую.
Исток в 12 километрах к северо-востоку от Егорьевска, близ посёлка Шувое. Впадает в Гуслицу в 1 километре на восток от села Ильинский Погост, у деревни Юрятино. Направление течения реки — с востока на запад.
Длина — 13 километров.
На берегах Шувойки сохранились нетронутые сосновые леса, ягодные и грибные места.

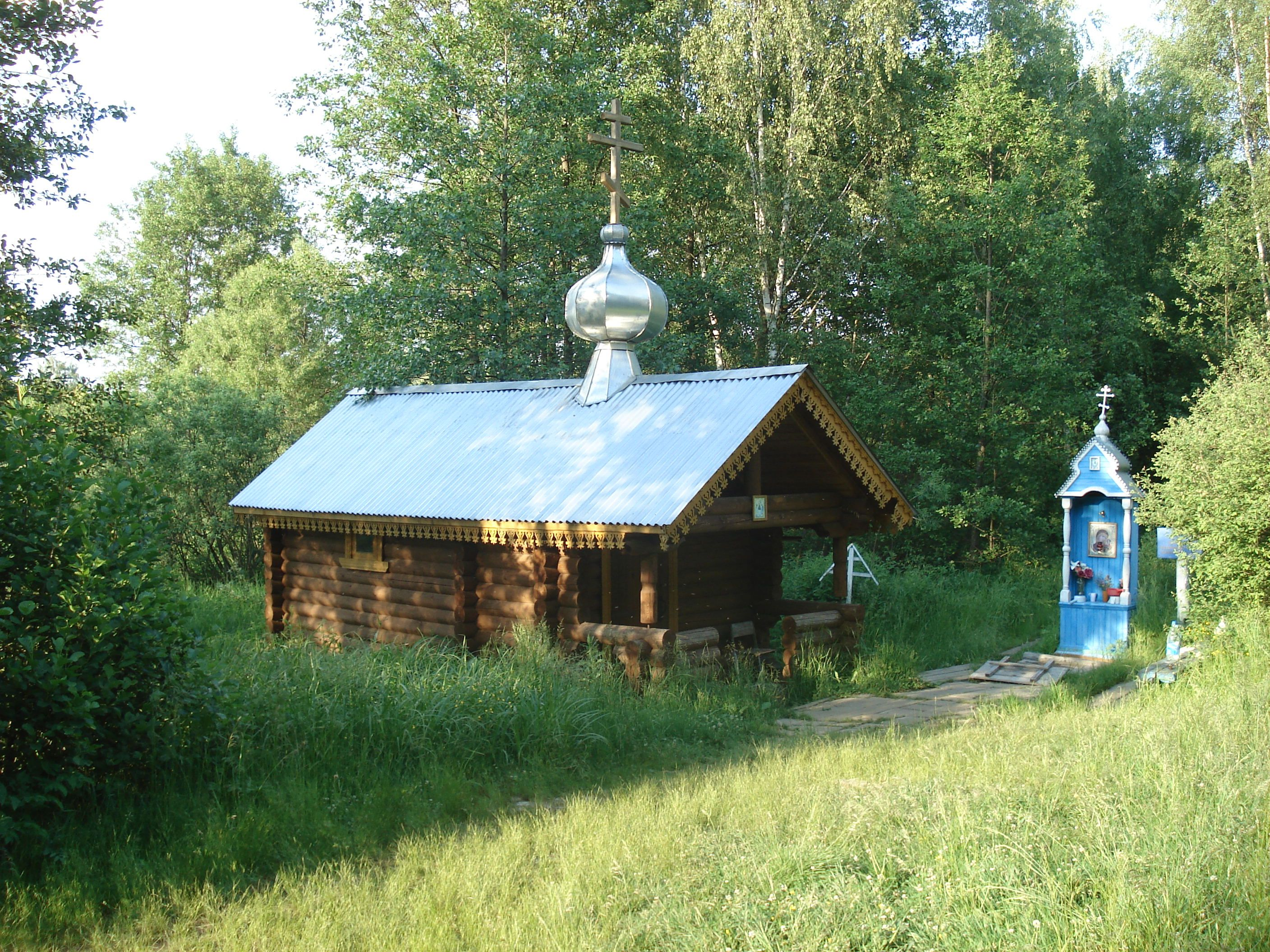
Часовня Казанской иконы Божьей Матери на левом берегу Шувойки около деревни Гридино.

По одной версии, название реки произошло от славянского слова «ошую» (слева). По другой — оно имеет финно-угорские корни и связано с песчаным дном.